# Tropidoprion pfeifferae
Tropidoprion pfeifferae är en skalbaggsart som först beskrevs av Waterhouse 1880.  Tropidoprion pfeifferae ingår i släktet Tropidoprion och familjen långhorningar.
Artens utbredningsområde är Madagaskar. Inga underarter finns listade i Catalogue of Life.